# Dare County
Dare County ist ein County im Bundesstaat North Carolina der Vereinigten Staaten. Der Verwaltungssitz (County Seat) ist Manteo, das nach dem Indianer-Häuptling benannt wurde, den Sir Walter Raleigh mit nach England nahm.

## Geographie
Das County liegt im äußersten Osten von North Carolina, ist etwa 30 km vom Atlantik entfernt und hat eine Fläche von 4044 Quadratkilometern, wovon 3051 Quadratkilometer Wasserfläche sind. Es grenzt im Uhrzeigersinn an folgende Countys: Hyde County und Tyrrell County.

## Geschichte
Dare County wurde am 2. Februar 1870 gebildet. Benannt wurde es nach Virginia Dare, das als erstes Kind englischer Eltern gilt, das in Amerika geboren wurde (am 18. August 1587).

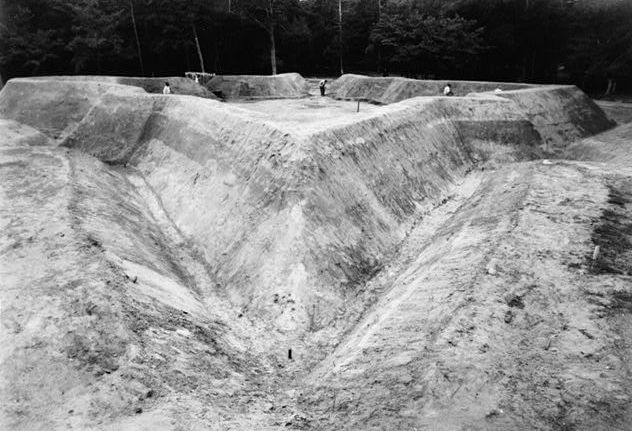
Fort Raleigh National Historic Site (1950)

Im County liegen eine National Historic Site und ein National Memorial, die Fort Raleigh National Historic Site und das Wright Brothers National Memorial. Drei Orte im County haben den Status einer National Historic Landmark, der Leuchtturm Cape Hatteras Lighthouse, das Wrack der Monitor und das Besucherzentrum des Wright Brothers National Memorial. 27 Bauwerke und Stätten des Countys sind insgesamt im National Register of Historic Places eingetragen (Stand 21. Februar 2018).

## Demografische Daten
Nach der Volkszählung im Jahr 2000 lebten im Dare County 29.967 Menschen in 12.690 Haushalten und 8.451 Familien. Die Bevölkerungsdichte betrug 30 Einwohner pro Quadratkilometer. Ethnisch betrachtet setzte sich die Bevölkerung zusammen aus 94,75 Prozent Weißen, 2,66 Prozent Afroamerikanern, 0,28 Prozent amerikanischen Ureinwohnern, 0,37 Prozent Asiaten, 0,04 Prozent Bewohnern aus dem pazifischen Inselraum und 0,90 Prozent aus anderen ethnischen Gruppen; 1,00 Prozent stammten von zwei oder mehr Ethnien ab. 2,22 Prozent der Bevölkerung waren spanischer oder lateinamerikanischer Abstammung.
Von den 12.690 Haushalten hatten 27,3 Prozent Kinder unter 18 Jahren, die bei ihnen lebten. 55,0 Prozent davon waren verheiratete, zusammenlebende Paare, 8,1 Prozent waren allein erziehende Mütter und 33,4 Prozent waren keine Familien. 25,0 Prozent waren Singlehaushalte und in 7,9 Prozent lebten Menschen mit 65 Jahren oder älter. Die Durchschnittshaushaltsgröße betrug 2,34 und die durchschnittliche Familiengröße war 2,79 Personen.
21,4 Prozent der Bevölkerung waren unter 18 Jahre alt. 6,3 Prozent zwischen 18 und 24 Jahre, 30,8 Prozent zwischen 25 und 44 Jahre, 27,7 Prozent zwischen 45 und 64, und 13,8 Prozent waren 65 Jahre alt oder Älter. Das Durchschnittsalter betrug 40 Jahre. Auf alle weibliche Personen kamen 101,5 männliche Personen. Auf alle Frauen im Alter von 18 Jahren oder darüber kamen 100,2 Männer.
Das jährliche Durchschnittseinkommen eines Haushalts betrug 42.411 $ und das jährliche Durchschnittseinkommen einer Familie betrug 49.302 $. Männer hatten ein durchschnittliches Einkommen von 31.240 $ gegenüber den Frauen mit 24.318 $. Das Prokopfeinkommen betrug 23.614 $. 8,0 Prozent der Bevölkerung und 5,5 Prozent der Familien lebten unterhalb der Armutsgrenze. 9,9 Prozent von ihnen sind Kinder und Jugendliche unter 18 Jahre und 5,3 Prozent sind 65 Jahre oder älter.

## Religion
Im Dare County gibt es drei katholische Pfarreien, die alle zum Dekanat Albemarle des Bistums Raleigh gehören:
- Our Lady of the Seas in Buxton,
- Holy Redeemer by the Sea in Kitty Hawk und
- Holy Trinity by the Sea in Nags Head.